# Isonychus penai
Isonychus penai är en skalbaggsart som beskrevs av Frey 1966. Isonychus penai ingår i släktet Isonychus och familjen Melolonthidae. Inga underarter finns listade i Catalogue of Life.